# Chuck Robb

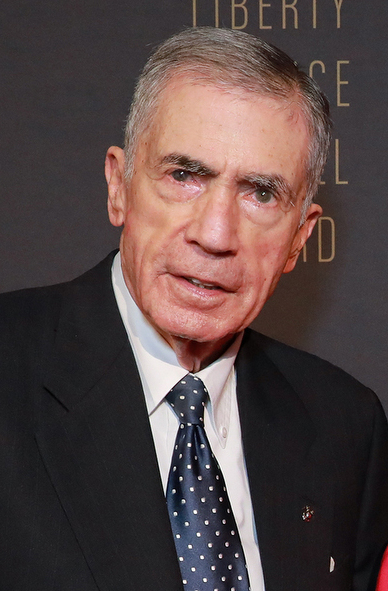
Chuck Robb

Charles Spittal „Chuck“ Robb (* 26. Juni 1939 in Phoenix, Arizona) ist ein US-amerikanischer Politiker. Er war von 1982 bis 1986 Gouverneur des Bundesstaates Virginia und vertrat diesen später als Senator von 1989 bis 2001 im US-Senat.

## Frühe Jahre
Nach der Grundschule in Fairfax besuchte Chuck Robb die Cornell University und danach bis 1961 die University of Wisconsin. Zwischen 1961 und 1970 leistete er im US Marine Corps seinen Wehrdienst ab. Dabei wurde er auch im Vietnamkrieg eingesetzt. Nach einem Jurastudium an der University of Virginia erhielt er im Jahr 1973 sein juristisches Diplom. Nach einer kurzen Zeit als Angestellter an einem Bundesberufungsgericht begann er im Jahr 1974 in einer Kanzlei in Washington als Rechtsanwalt zu praktizieren.

## Vizegouverneur und Gouverneur von Virginia

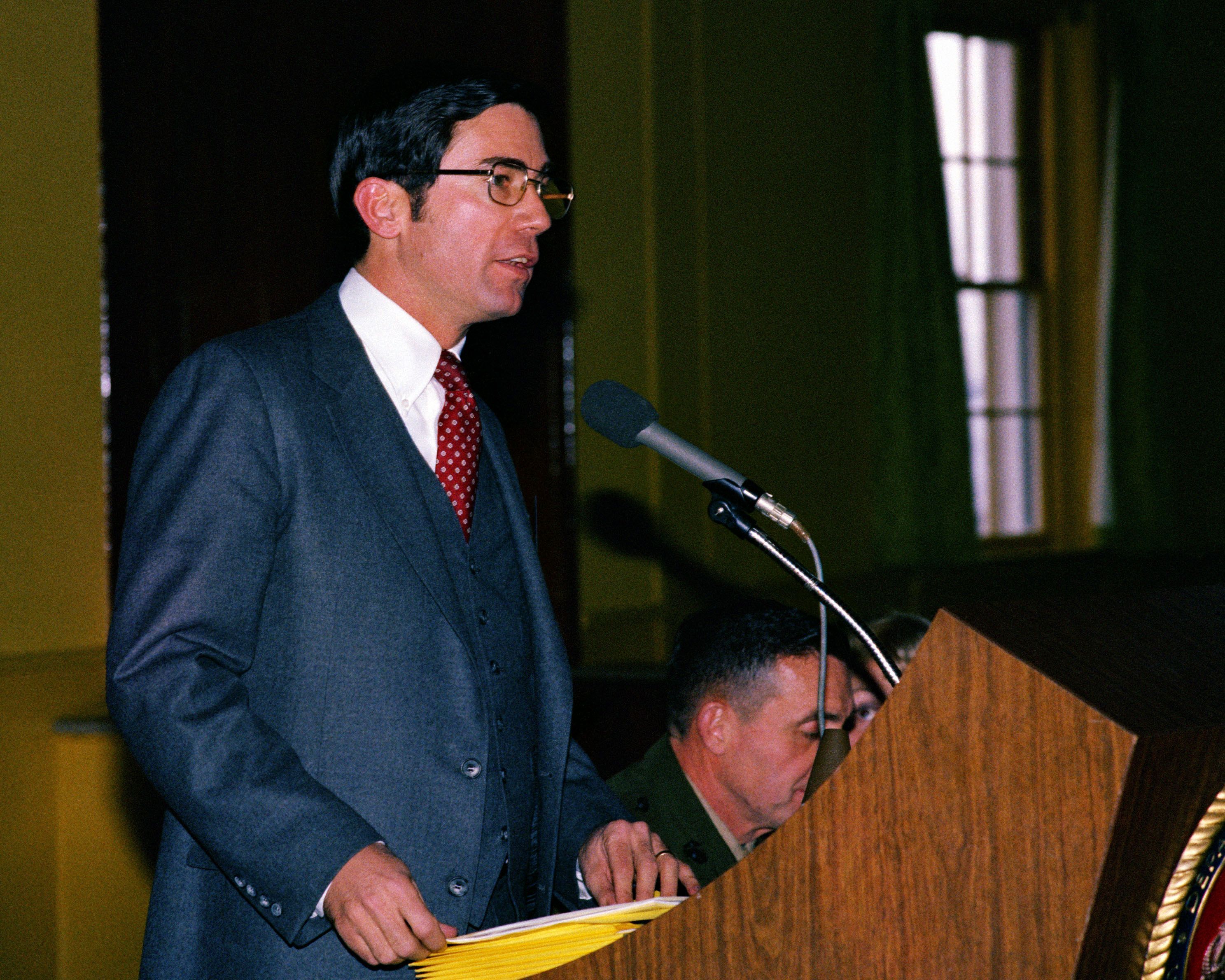
Chuck Robb während seiner Zeit als Vizegouverneur (1981)

Robb wurde Mitglied der Demokratischen Partei, als deren Kandidat er im Jahr 1978 zum Vizegouverneur von Virginia gewählt wurde. Dieses Amt übte er zwischen 1978 und 1982 aus. Im Jahr 1982 wurde er dann zum Gouverneur seines Staates gewählt. Gouverneur Robb trat sein neues Amt am 16. Januar 1982 an. In seiner vierjährigen Amtszeit wurde der Etat für die Bildungspolitik erhöht. Trotzdem gelang es ihm, einen ausgeglichenen Haushalt aufzustellen, ohne die Steuern zu erhöhen. In seiner Amtszeit blühte auch der Handel. So wurde der Hafen von Hampton Roads zum Hafen mit der größten Wachstumsrate in den Vereinigten Staaten. Robb berief viele Frauen und Angehörige von Minderheiten in Regierungspositionen. Damals wurde auch der erste Afroamerikaner zum Richter am Obersten Gerichtshof von Virginia ernannt. Gouverneur Robb versuchte die Demokratische Partei in Virginia zu reformieren. Auf der anderen Seite wurde in Virginia erstmals seit 25 Jahren wieder die Todesstrafe angewandt. Zeitweise war er als Kandidat für die Präsidentschaft bzw. Vizepräsidentschaft im Gespräch. Robb war Mitglied verschiedener Gouverneursvereinigungen.

## US-Senator
Nach dem Ende seiner Gouverneurszeit war Robb zunächst wieder als Anwalt tätig. Im Jahr 1988 wurde er in den US-Senat gewählt und 1994 in diesem Amt bestätigt. Daher konnte er dieses Mandat zwischen dem 3. Januar 1989 und dem 3. Januar 2001 wahrnehmen. Sein Versuch einer erneuten Wiederwahl im Jahr 2000 blieb erfolglos. 1992 war Robb Vorsitzender des Democratic Senatorial Campaign Committee, das die Wahlkämpfe der demokratischen Senatoren organisierte.

## Weiterer Lebenslauf
Nach dem Ende seiner Zeit im Kongress wurde Robb Mitglied des Leitungsgremiums (Board of Visitors) der US-Marineakademie. Im Jahr 2004 wurde er von Präsident George W. Bush in eine Geheimdienstkommission berufen, die die Hintergründe der Invasion im Irak und der vermeintlichen Massenvernichtungswaffen untersuchen sollte. Charles Robb ist mit Lynda Byrd Johnson, der Tochter von Präsident Lyndon B. Johnson verheiratet. Das Paar hat drei Kinder und lebt heute in McLean.